# Elżbieta Howard
Elżbieta Howard, ang. Elizabeth Howard (ur. ok. 1480, zm. 3 kwietnia 1538) – angielska szlachcianka, matka królowej angielskiej Anny Boleyn, żony Henryka VIII Tudora.

## Życiorys
Urodziła się jako najstarsza córka 2. księcia Norfolk Tomasza Howarda i jego pierwszej żony Elżbiety Tilney.  Jej bratem był m.in. 3. książę Norfolk Thomas Howard. Około 1499 poślubiła Tomasza Boleyna. Miała z nim pięcioro dzieci, spośród których troje dożyło wieku dojrzałego:
- Maria Boleyn (ur. ok. 1499, zm. 19 lipca 1543),
- Anna Boleyn (ur. ok. 1501/1507, zm. 19 maja 1536) – królowa angielska w latach 1533–1536, druga żona Henryka VIII Tudora, matka Elżbiety I Tudor,
- Jerzy Boleyn (ur. ok. 1504, zm. 17 maja 1536).

Była damą dworu królowej Katarzyny Aragońskiej od 1509. Mimo że była siostrą wpływowego księcia i matką królowej, pozostała postacią marginalną w historii. Postać Elżbiety pojawiła się wyraźnie tylko raz podczas starań Henryka VIII o dyspensę na ślub z jej córką; wtedy pojawiły się plotki, że jeszcze jako książę Walii był kochankiem Elżbiety. Na te oskarżenia miał odpowiedzieć krótko Nigdy z matką.
Elżbieta nie miała kontaktu z Anną ani George’em po ich aresztowaniu. Zmarła w kwietniu 1538. Jej mąż przeżył ją o rok.

## W kulturze
W filmie Kochanice króla z 2008 w postać Elżbiety wcieliła się Kristin Scott Thomas. 